# Battle Metal
Battle Metal je debutové studiové album finské metalové skupiny Turisas, jež bylo vydáno bylo 26. července 2004.

## Seznam skladeb
1. "Victoriae & Triumphi Dominus" – 1:27
2. "As Torches Rise" – 4:51
3. "Battle Metal" – 4:23
4. "The Land of Hope and Glory" – 6:22
5. "The Messenger" – 4:42
6. "One More" – 6:50
7. "Midnight Sunrise" – 8:15
8. "Among Ancestors" – 5:16
9. "Sahti-Waari" – 2:28
10. "Prologue for R.R.R." – 3:09
11. "Rexi Regi Rebellis" – 7:10
12. "Katuman Kaiku" – 2:22

- Japonské Bonusové skladby

1. "Till The Last Man Falls" – z The Heart of Turisas 2001 (5:29)
2. "Terra Tavestorum" – Unnamed Promo 1999 (5:34)
3. "Midnight Sunrise" – Live

## Sestava
- Mathias Nygård – Zpěv, alt, sopránová a sopraninová flétna , programování, doprovodné bicí nástroje
- Jussi Wickström – Elektrická a akustická kytara, baskytara, kontrabas
- Tude Lehtonen – Bicí/doprovodné bicí nástroje (djembe, udu, kongo, bongo)
- Antti Ventola – syntezátor, piano, xylofon, Hammondovy varhany
- Georg Laakso – elektrická a akustická kytara

### Přizvaní hudebníci
- Riku Ylitalo – akordeon
- Olli Vänskä – housle
- Emmanuelle Zoldan – ženský zpěv